# Medinet Habu
Medinet Habu (nombre árabe), Dyamet (nombre egipcio), localidad situada en la orilla occidental del Nilo, frente a Tebas, la ciudad que fue durante siglos centro administrativo y económico de la región y uno de los primeros lugares asociado al dios Amón, en la región tebana.

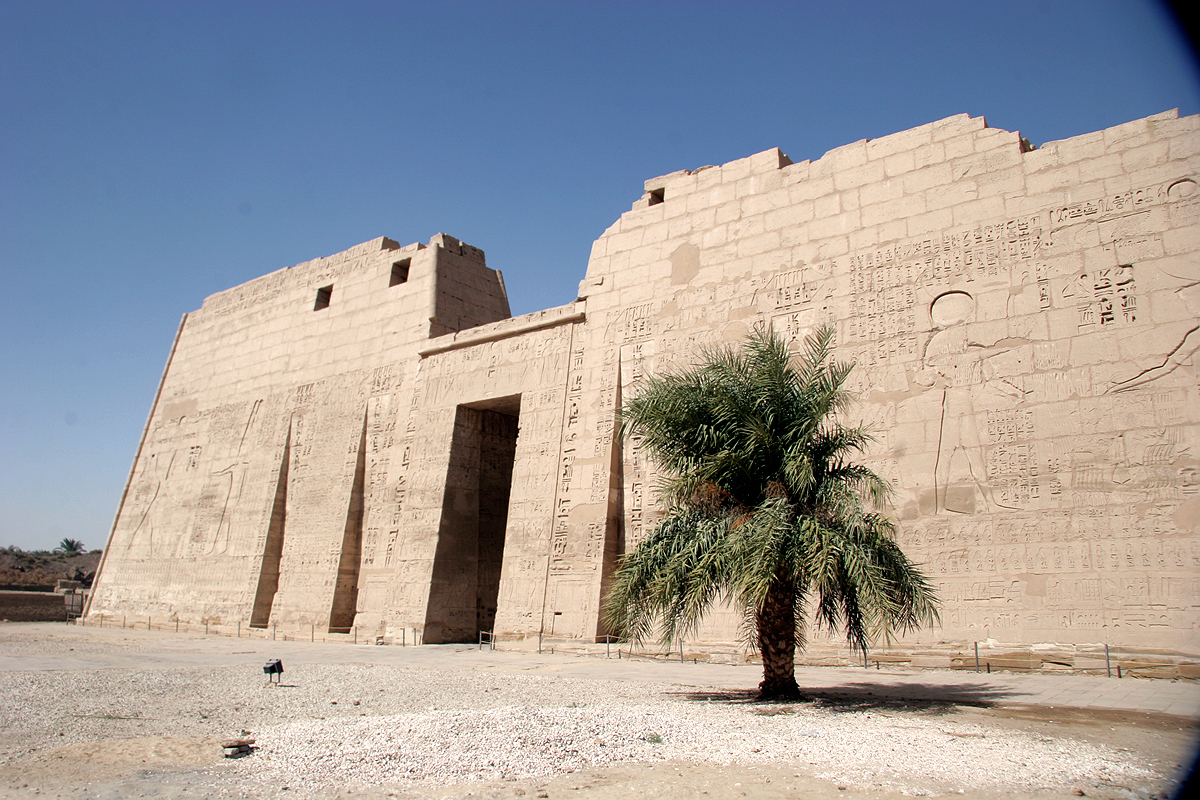
Medinet Habu: Templo de Ramsés III. Pilono del acceso al templo.

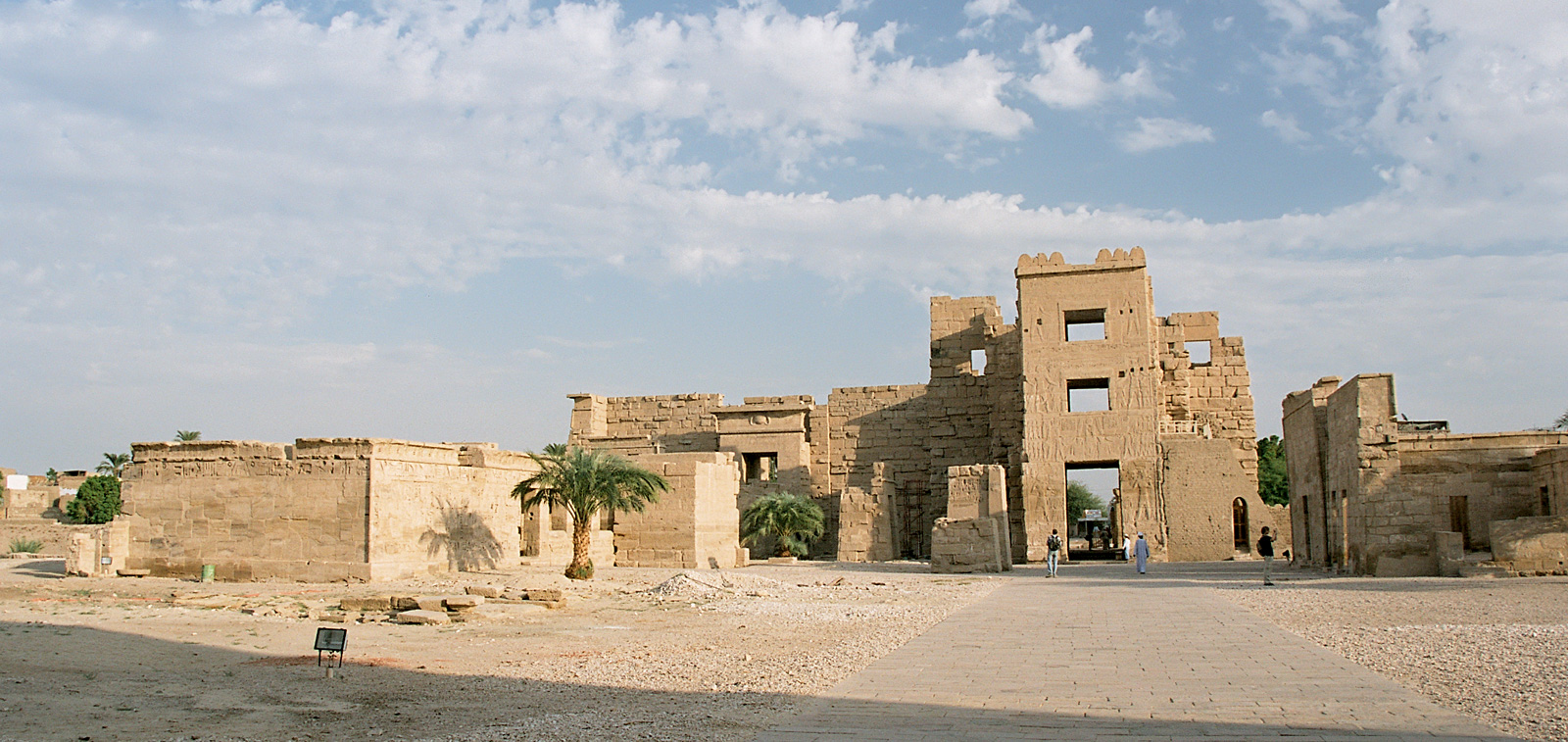
Medinet Habu: Templo de Ramsés III. Torre de acceso al recinto.

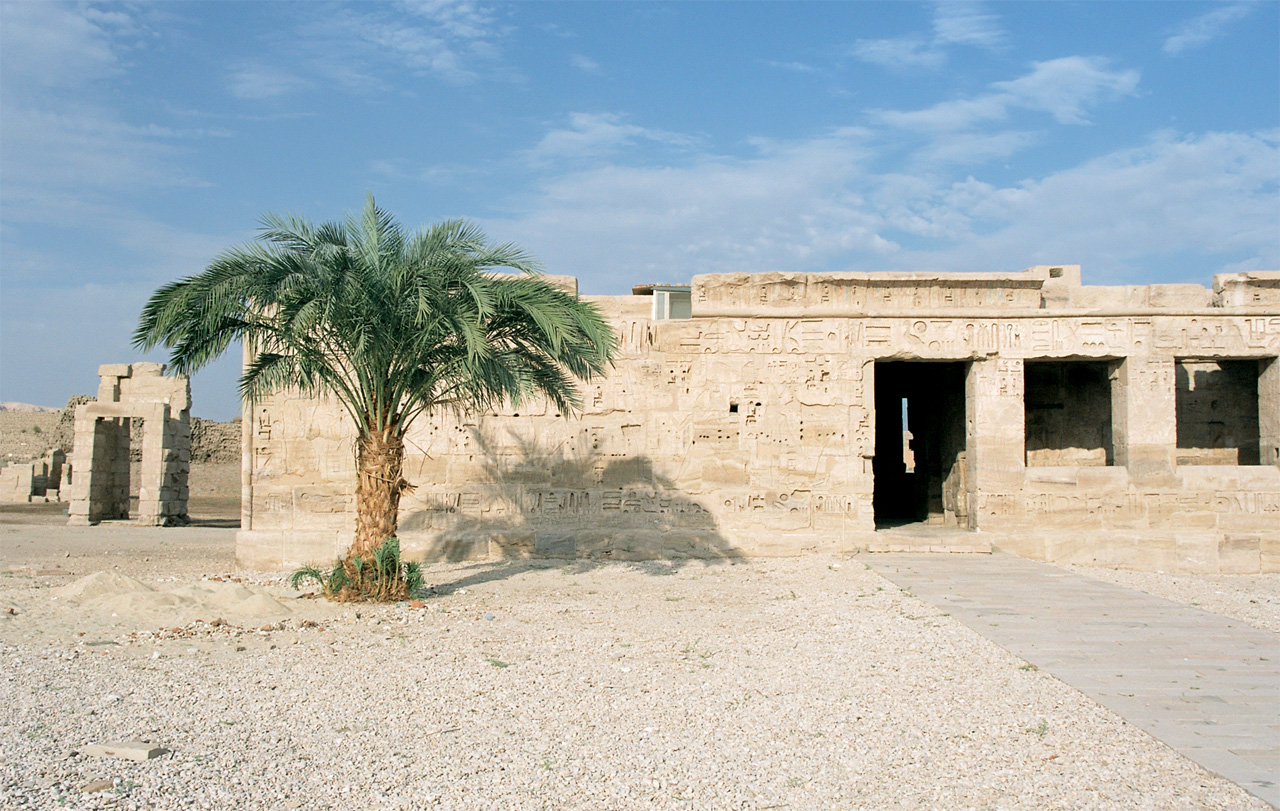
Templete de Thutmose III y Hatshepsut en Medinet Habu, dedicado a Amón.

## Monumentos y restos arqueológicos

### Templo de Amón
Thutmose III y Hatshepsut, gobernantes de la dinastía XVIII, levantaron un pequeño templo dedicado a Amón (Dyeseret Iset), que sufrió muchas alteraciones y modificaciones a través de los años, durante las dinastías XX, XXI, XXV, XXVI, XXIX, XXX y el periodo greco-romano.

### Templo funerario de Ramsés III
Ramsés III, faraón de la dinastía XX, eligió la zona para construir su gran templo funerario. Diseñado siguiendo los cánones clásicos, a semejanza del Ramesseum, tiene unos ciento cincuenta metros de longitud, y se encuentra bastante bien conservado. En el interior del recinto, al sur, están las capillas de Amenirdis I, Shepenupet II y Nitocris I, las cuales tenían el título de Divinas Adoratrices de Amón durante la dinastía XXV. El conjunto se hallaba protegido por un muro de adobes, disponiendo la entrada del recinto una singular torre.

### Templos próximos
Amenhotep III, de la dinastía XVIII, ordenó erigir, al norte de Medinet Habu, un complejo funerario que llegó a ser el mayor y más espectacular de todo Egipto, con los colosos de Memnón presidiendo la entrada, aunque hoy quedan escasos vestigios del conjunto. Su palacio real se construyó en Malkata, más al sur.

## Situación
Medinet Habu: Templo de Ramsés III, vista aérea y mapas 25°43′11″N 32°36′02″E / 25.71972, 32.60056